# Cheilanthes patula
Cheilanthes patula är en kantbräkenväxtart som beskrevs av Bak. Cheilanthes patula ingår i släktet Cheilanthes och familjen Pteridaceae. Inga underarter finns listade.